# Монестье (Алье)
Монестье́ (фр. Monestier) — коммуна во Франции, находится в регионе Овернь. Департамент коммуны — Алье. Входит в состав кантона Шантель. Округ коммуны — Мулен.
Код INSEE коммуны — 03175.

## Население
Население коммуны на 2008 год составляло 268 человек.
| 1962 | 1968 | 1975 | 1982 | 1990 | 1999 | 2008 |
| ---- | ---- | ---- | ---- | ---- | ---- | ---- |
| 436  | 437  | 359  | 274  | 282  | 266  | 268  |

## Экономика
В 2007 году среди 166 человек в трудоспособном возрасте (15—64 лет) 107 были экономически активными, 59 — неактивными (показатель активности — 64,5 %, в 1999 году было 62,6 %). Из 107 активных работали 91 человек (51 мужчина и 40 женщин), безработных было 16 (6 мужчин и 10 женщин). Среди 59 неактивных 19 человек были учениками или студентами, 21 — пенсионерами, 19 были неактивными по другим причинам.

## Достопримечательности
- Романская церковь XI века
- Голгофа
- Ресторан для гурманов «Монастырь Монестье» на территории бывшего монастыря